# Fortifications de la pointe de Cesson
Les fortifications de la pointe de Cesson sont un ensemble de plusieurs casemates positionnées dans la commune de Saint-Brieuc dans les Côtes-d'Armor. Elles ont toutes été construites entre 1942 à 1943.

## Historique

### Contexte
Le 18 juin 1940, la Wehrmacht (armée allemande du Troisième Reich) entre dans la ville de Rennes, puis le 19 juin c'est au tour de Saint-Brieuc.
Durant la Seconde Guerre mondiale, les Allemands construisent, quelque temps après leur arrivée dans la commune de Saint-Brieuc au début de septembre 1940, des ouvrages militaires fortifiés sur la côte, sous maîtrise d'ouvrage de l'Organisation Todt faisant partie du mur de l'Atlantique, qu'ils nomment sur cinq positions différentes. Les cinq points de fortifications sont l'aérodrome des Plaines-Villes (Wn Po 01), la Gare SNCF (Wn Po 03) ainsi que la pointe de Cesson (Wn Po 05). Les positions Wn Po 02 et Wn Po 04 sont actuellement non localisés. Wn est l'abréviation de Widerstandsnest (nid de résistance), Po pour le secteur de Pontrieux et les chiffres pour le numéro du secteur ; ils sont donc à suivre d'Est à l'Ouest. La plupart de ces infrastructures sont toujours présentes.

### Durant l'occupation
La position de la pointe de Cesson, codé Wn Po 05, a vraisemblablement été construit dans le dernier trimestre 1942 ou dans le premier semestre 1943. Situé à proximité d'une casemate, un parapet en maçonnerie et béton porte les millésimes de construction « 21.3.1943 », « 22.3.1943 » et les initiales entrelacées « GR » pour Grenadier-Regiment (régiment de grenadier).

### Aujourd'hui
En 2023, une étude des lieux a été effectuée par la Région Bretagne.
Lors de ces recherches, la manivelle de l'un des deux ventilateurs du bunker Regelbau 502 a été retrouvée parmi les débris et remise aux archives municipales de Saint-Brieuc.

## Description
Sur les fortifications de ce secteur, neuf casemates ont été recensées plus deux autres construction bétonnées. Le tout se distingue en trois catégories de constructions :
- Ständig Ausbau (abrégé en St) : sont des casemates dites « permanentes » de type Regelbau ;
- Verstärkt Feldmässiger Ausbau (abrégé en VF) : sont des casemates dites « de campagne renforcée » ;
- Feldmässiger Ausbau (abrégé en FA ou Fm) : sont des casemates dites « de campagne ».

### ConstructionsStändig Ausbau
Les constructions Ständig Ausbau (abrégé en St) sont des casemates dites « permanentes ». Trois ont été construites sur la pointe de Cesson ; deux d'entre elles ont pour mission de servir d'abri pour un canon de campagne (Regelbau 612 et 680) et la troisième permet d'abriter un groupe de soldats (Regelbau 502). Ces constructions sont les plus imposantes de tout le complexe.

#### Le Regelbau 502
Le Regelbau 502 se situe à l'extrémité de la pointe au centre, et est totalement enterré dans le sol ; seule sa dalle de couverture émerge. Il servait à abriter jusqu'à vingt soldats au quotidien et permettait de les protéger en cas de bombardement. Il s'agit d'un type de bunker très répandu sur le mur de l'Atlantique. Une tranchée d'accès était camouflée par des filets. Un poste d'observation et de tir dit Tobruk est accolé au bunker afin de permettre sa défense rapprochée. Il disposait également dans une petite pièce à l'intérieur, avec, dans le plafond, un puits pour périscope. Une différence, par rapport au plan-type 502, est la présence à l'intérieur d'une grande soute rectangulaire dans le sol devant le mur de séparation des deux pièces de vie. Elle devait probablement servir au stockage de différents matériels. L'intérieur du Regelbau 502 a subi une importante explosion depuis le sas, probablement effectuée par les troupes nazies au moment de leur débâcle. L'explosion a fracturé le béton des murs périphériques et soulevé la dalle de couverture. D'autres cas identiques ont également eu lieu dans le département des Côtes-d'Armor tels que dans le Regelbau 621 de la plage des Rosaires ou le L 479 Anton du Cap Fréhel. Après la guerre, les deux entrées ont été murées par des parpaings et au moins 1,5 m de profondeur de la tranchée permettant d'accéder à ces entrées a été remblayé avec de la terre et des déchets. L'une des deux entrées a cependant été rouverte dans les années 2010. En 2023, lors de l'étude des lieux effectuée par la Région Bretagne, la manivelle d'un des deux ventilateurs a été retrouvée parmi les débris et remise aux archives municipales de Saint-Brieuc.

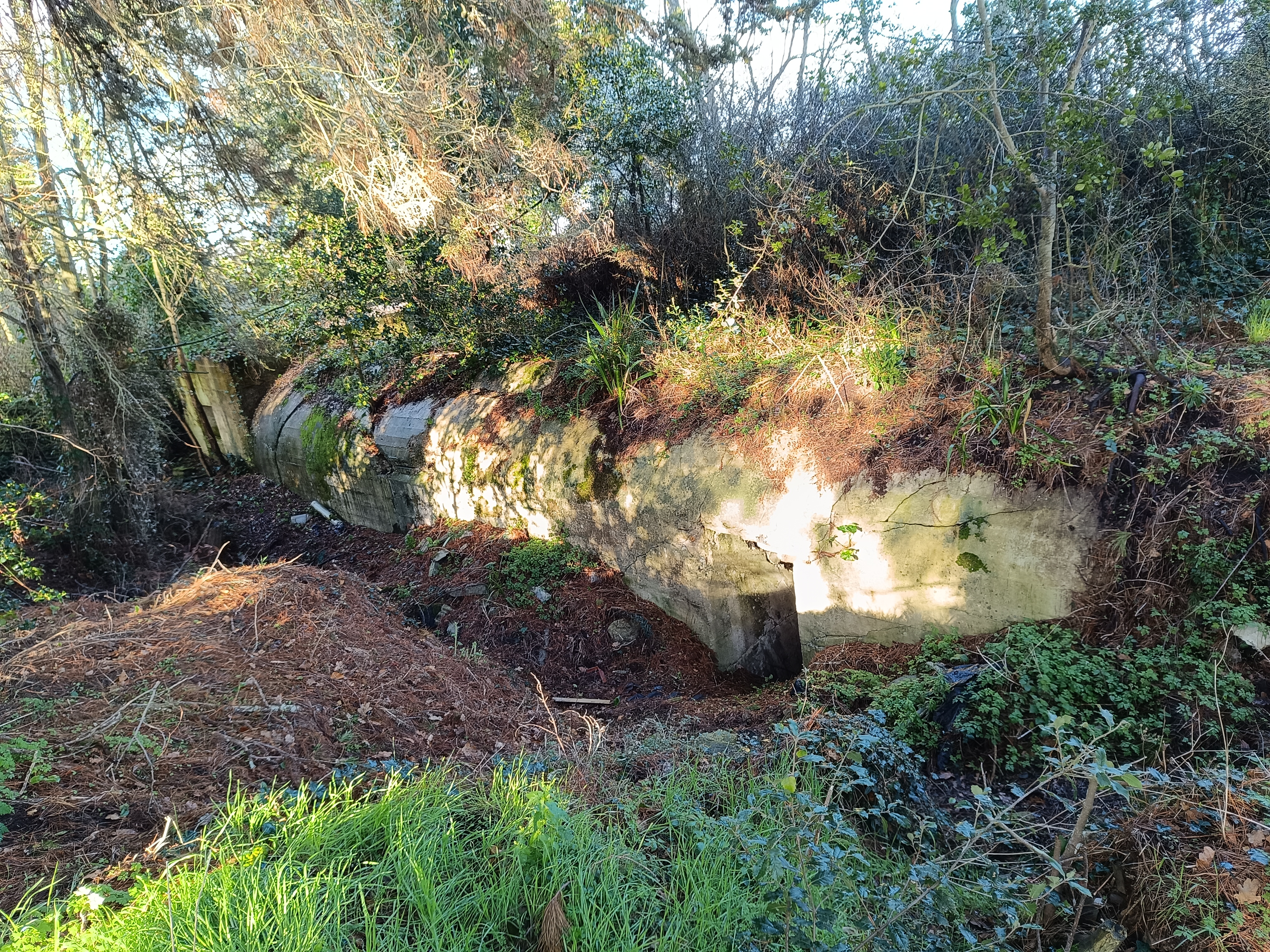
Vue générale du Regelbau 502 avec sa tranchée d'accès.
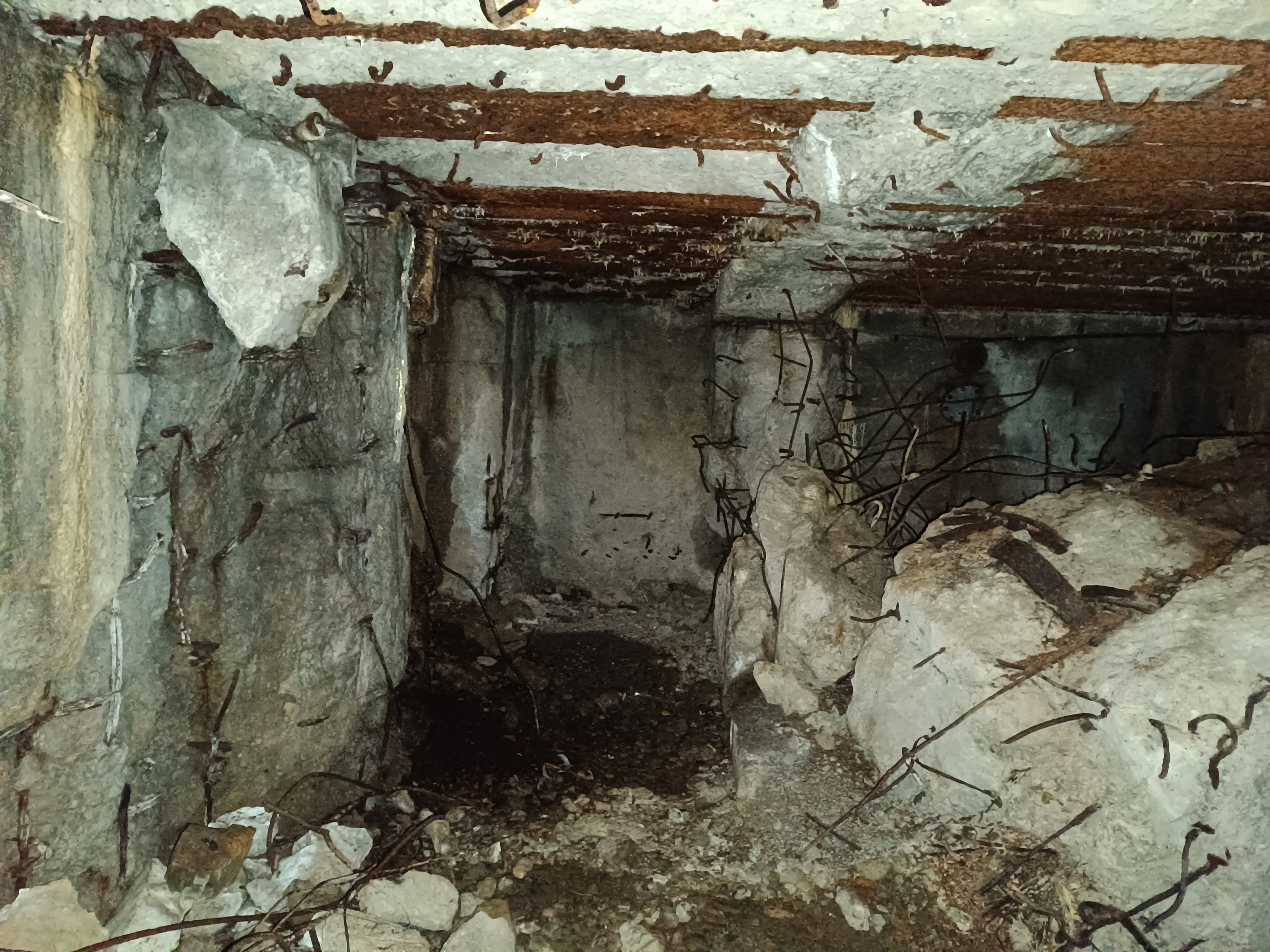
Intérieur du 502, endommagé par un puissant explosif.
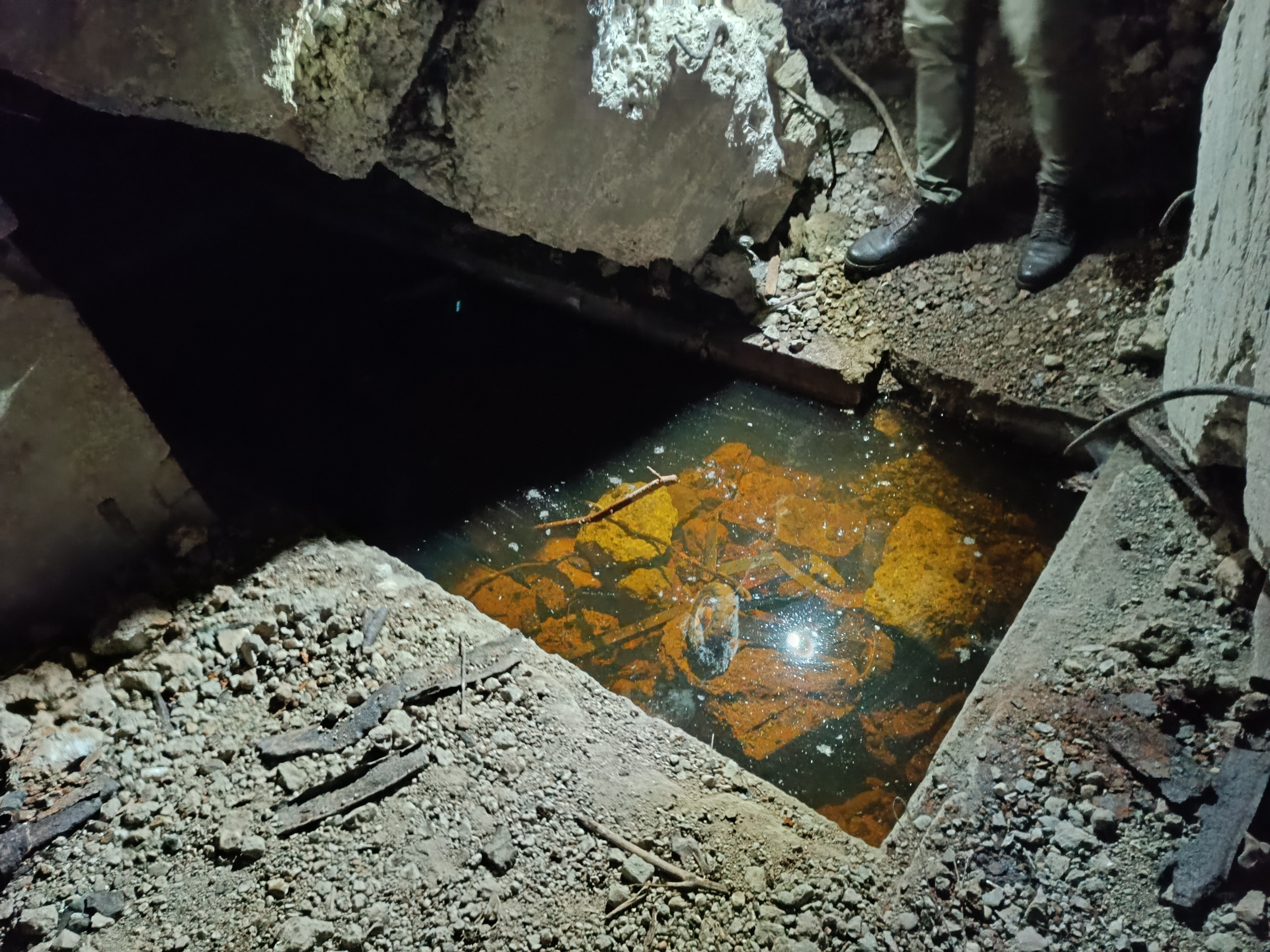
Soute rectangulaire dans le sol, spécifique à ce Regelbau 502.

#### Les Regelbau 612 et 680
Les Regelbau 612 et 680 ont servi pour abriter chacun une pièce d'artillerie et ses munitions. Ces deux bunkers sont presque identiques au niveau dimensions et ou niveau de l'aménagement intérieur. Tous d'eux disposent d'une chambre de tir avec une grande embrasure permettant au canon d'avoir un grand espace de tir. Les deux casemates disposent également de deux niches permettant de stocker les munitions.
Le bunker type Regelbau 612 est situé sur la partie Nord de la pointe, à gauche du Regelbau 502. Son emplacement permet de protéger l'entrée du port du Légué, la plage de Saint-Laurent (Wn Po 06 et Po 07) et la partie Sud de la pointe du Roselier à Plérin, situé à 2,5 km de distance, qui dispose également d'une zone de fortification (Wn Po 08). La particularité de ce 612 est les deux grands murs de flanquement basés près de l'embrasure qui permettait d'assurer à la fois sa protection latérale (notamment du côté de la mer) et sa discrétion par l'ajout d'un filet de camouflage sur le dessus. Son armement était constitué d'un canon de 7,62 cm ou 10,5 cm. Le bunker a subi une explosion interne dans sa pièce gauche de stockage de munition. Des traces d'impacts sont visibles sur les murs en béton et sur le plafond constitué de poutrelles d'acier. L'entrée présente également des traces de peinture de camouflage d'époque.

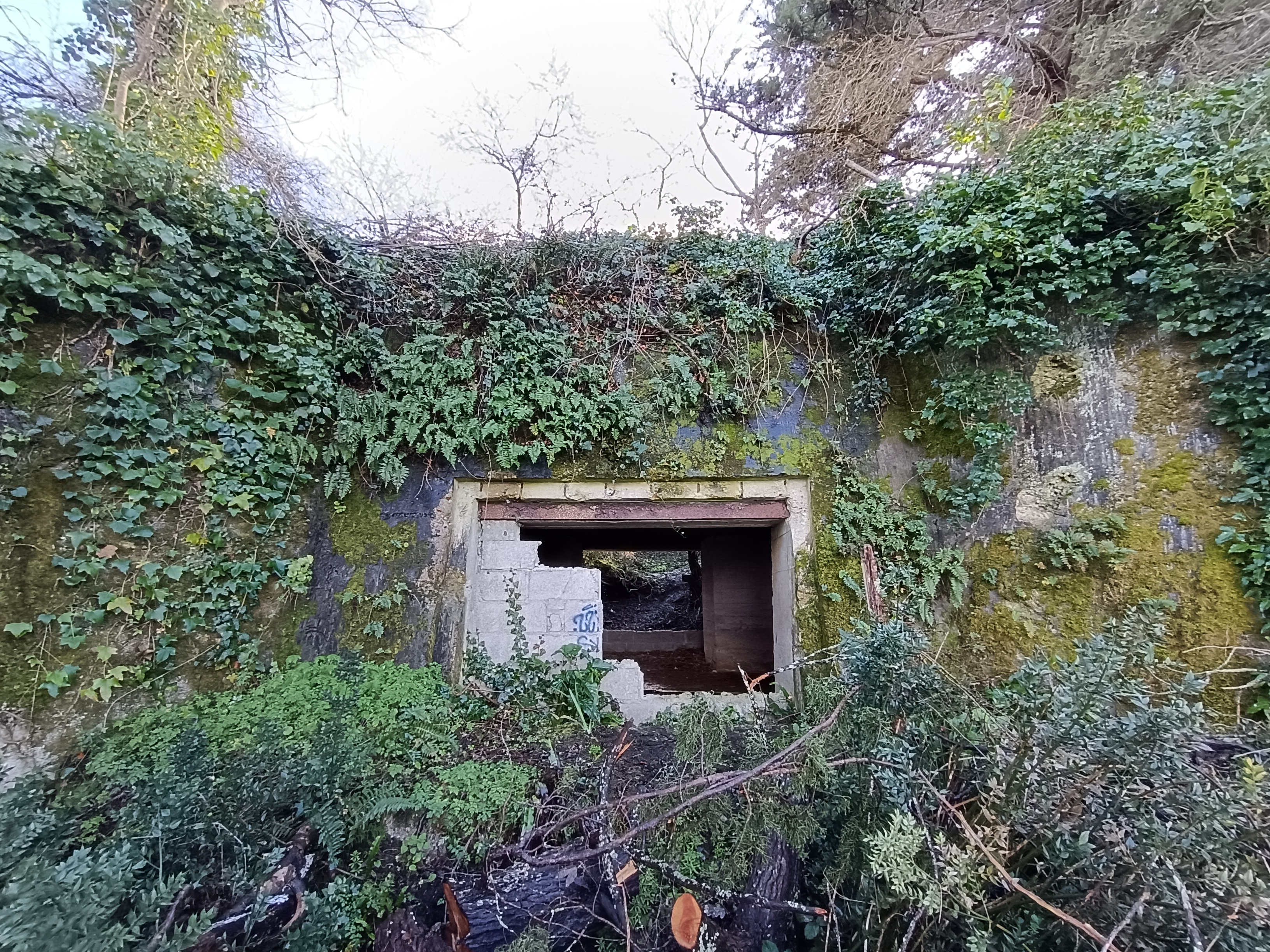
Vue avant du Regelbau 612.
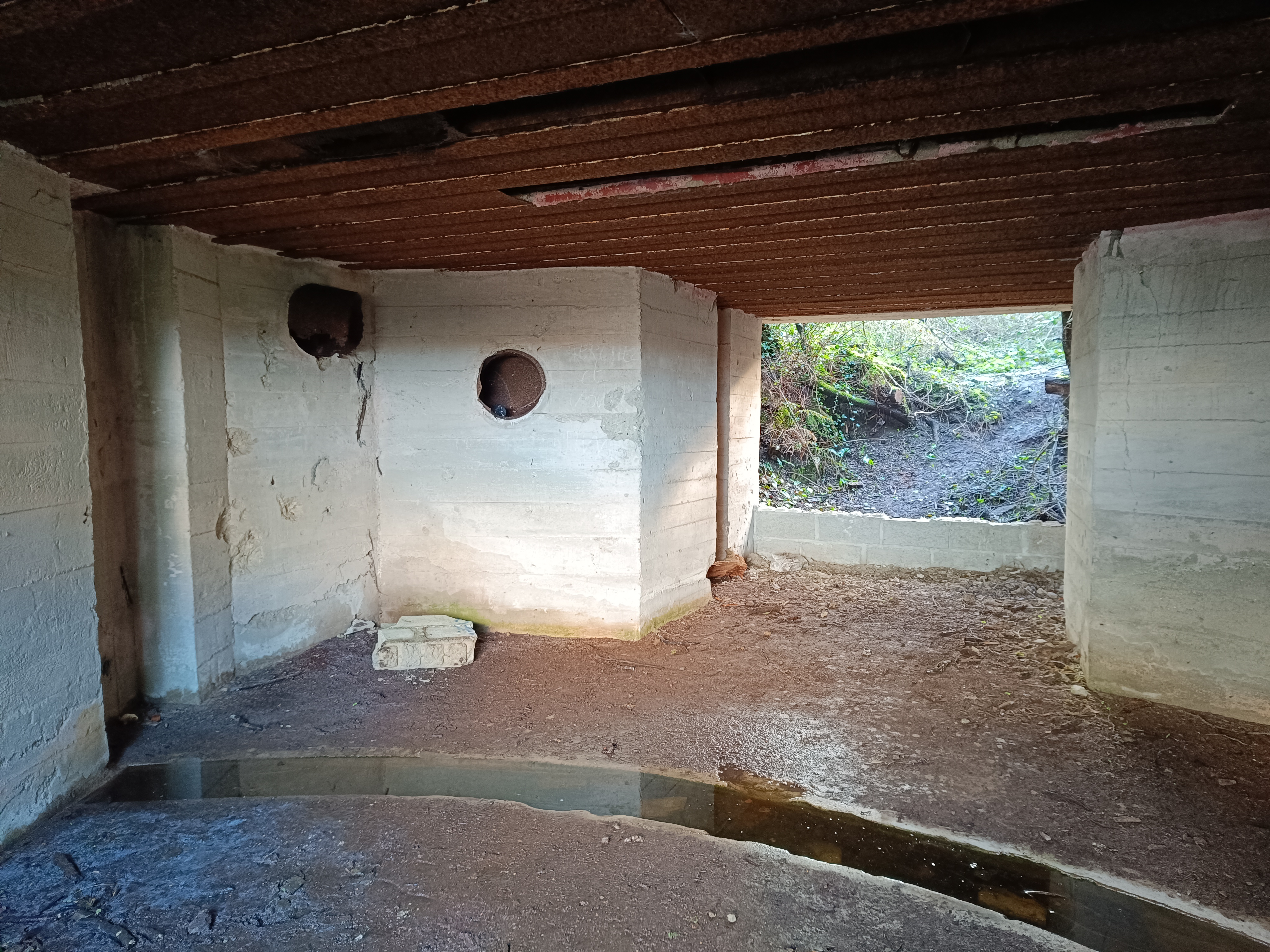
Vue de la chambre de tir, en direction de l'arrière du bunker.
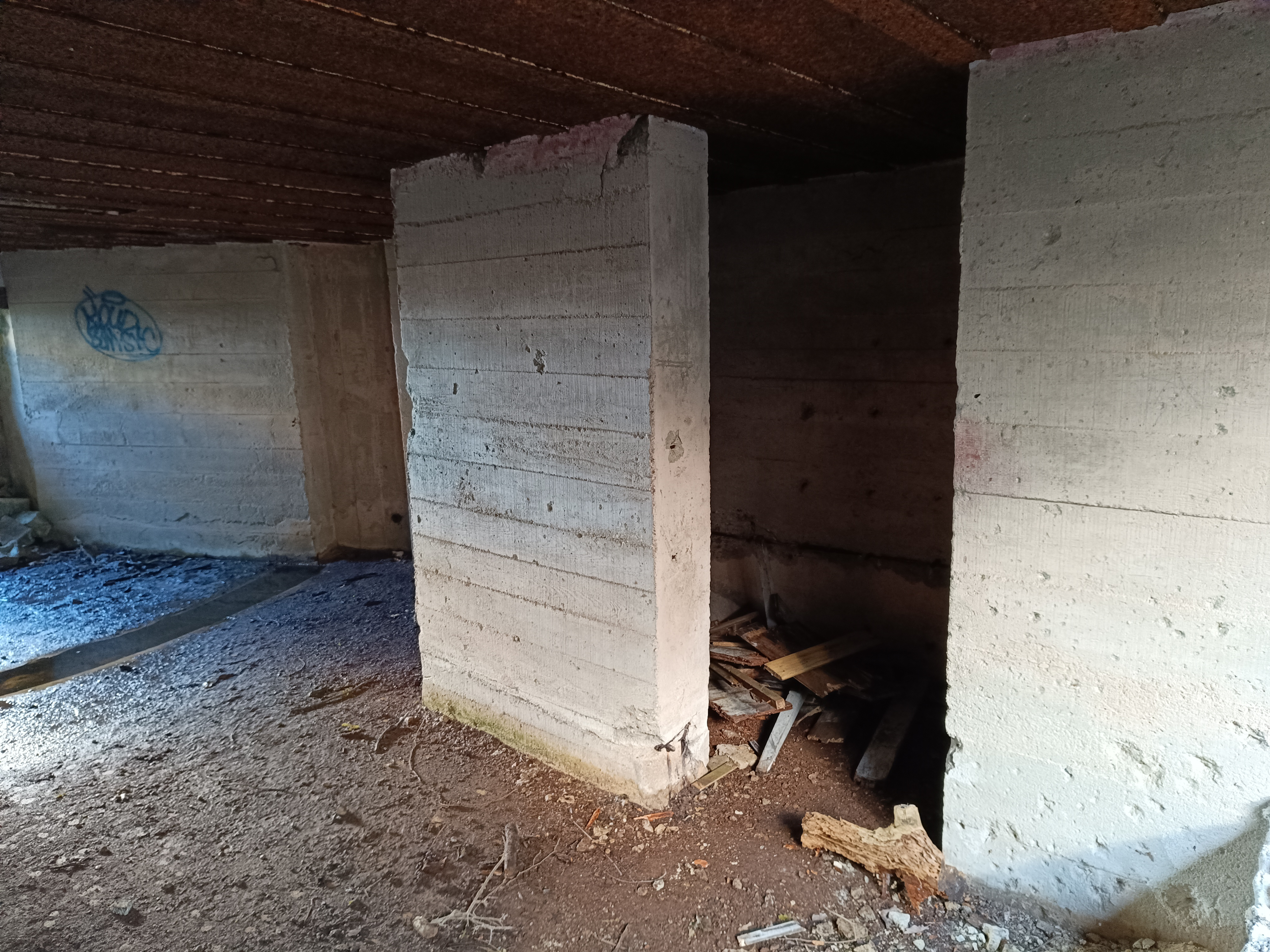
Vue de l'emplacement droit du stockage de munitions.

Le bunker type Regelbau 680 est situé à l'opposé du précédent, sur la partie Sud de la pointe. Il permettait ainsi de défendre l'emplacement de l'actuelle réserve naturelle de la baie de Saint-Brieuc. Son angle de tir permettait de couvrir les côtes de Langueux et l'Ouest d'Hillion jusqu'au pré-salé d'Yffiniac.

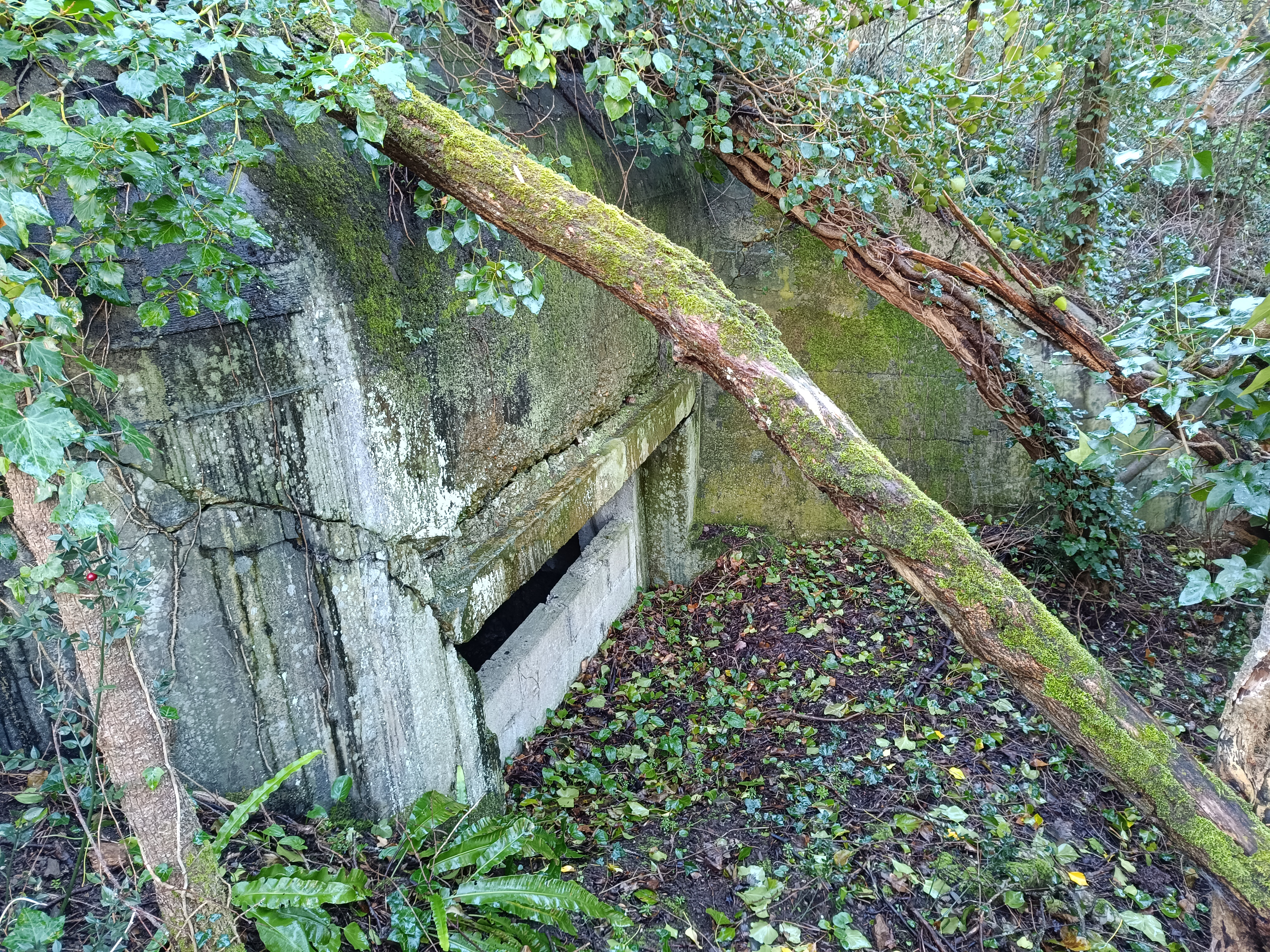
Vue avant du Regelbau 680.
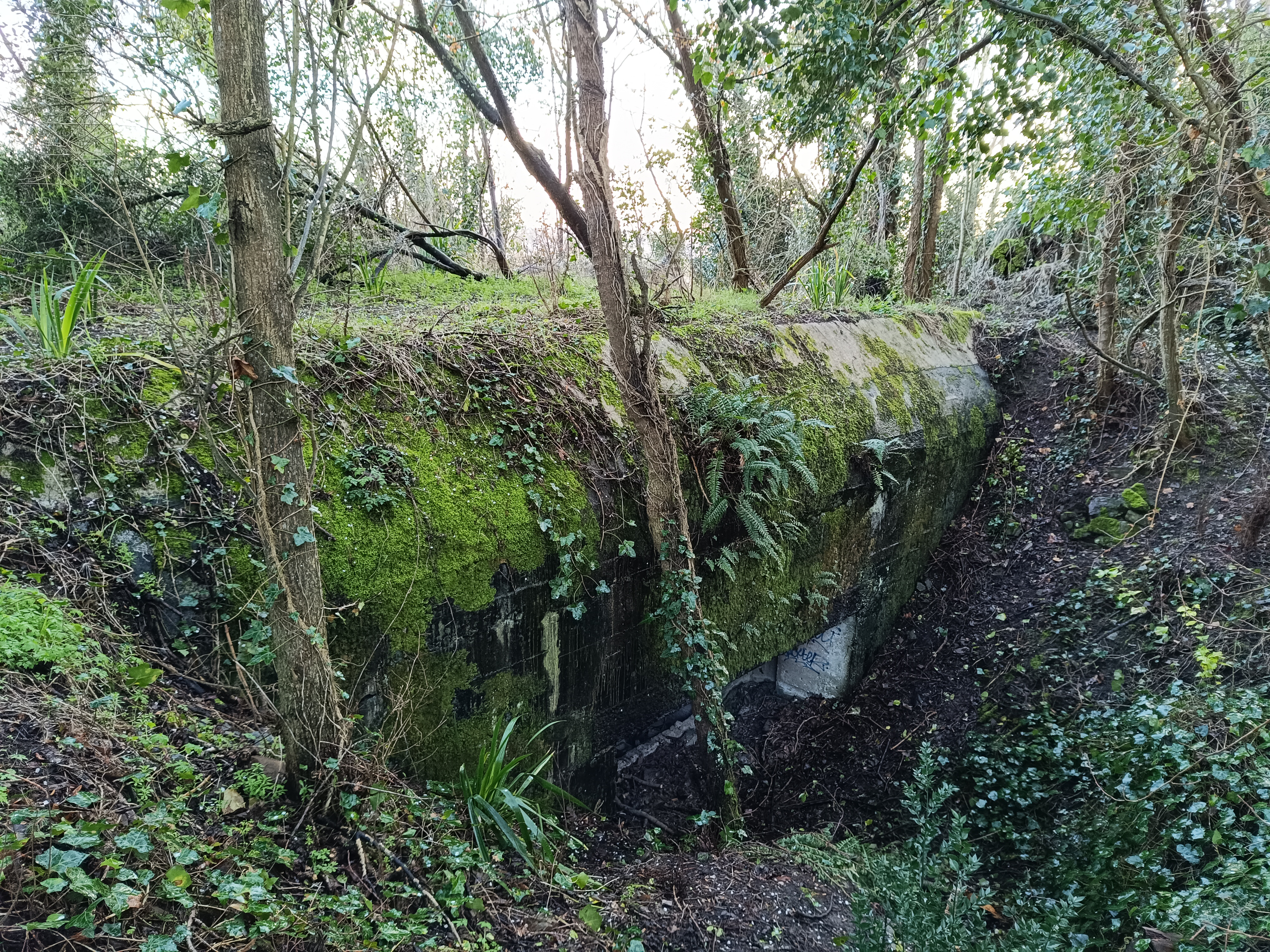
Vue arrière.
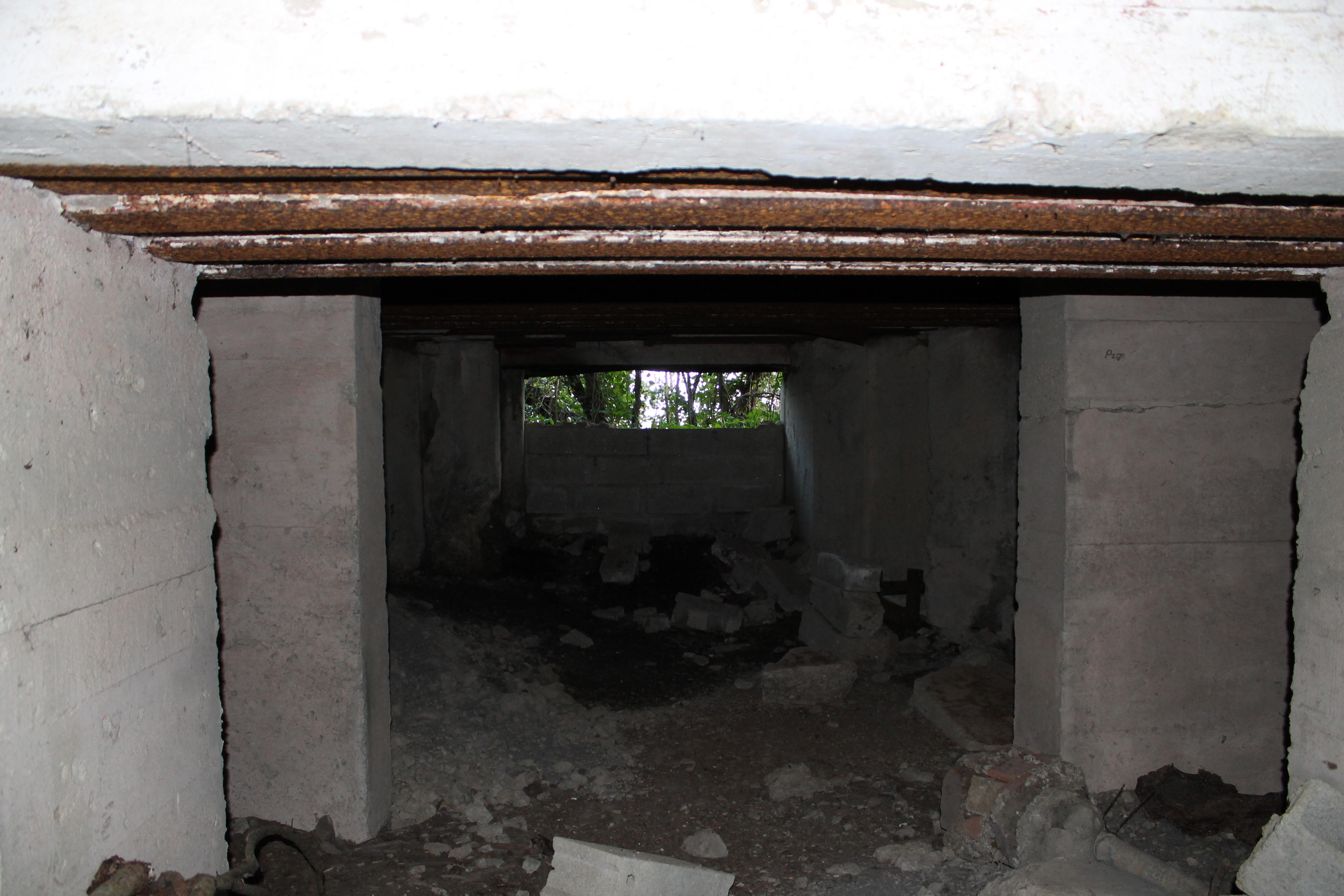
Vue de la chambre de tir, en direction de l'avant du bunker.

### ConstructionsVerstärkt feldmässiger Ausbau
Les constructions Verstärkt feldmässiger Ausbau (abrégé en VF) sont des casemates dites « de campagne renforcée ».
L'une d'entre elles, de type Schartenstand, est assez importante, située au Sud-est de la pointe. Celle-ci, constituée d'une unique chambre de combat (Kampfraum) de 13 m2, permet d'abriter un canon de défense d'atterrissage (Landungs Abwehr Geschütz, LAG) d'un calibre de 5 cm. Les munitions de réserve étaient vraisemblablement stockées sur une étagère murale en tasseaux de bois dont on voit encore les traces de fixation dans le mur Sud. Ses murs frontal et latéral droit, construits sur l'ancien mur de clôture du domaine de Cesson, ont une épaisseur d'un mètre. Le mur arrière a une largeur de 30 cm et la dalle de couverture est d'environ 40 cm. Son embrasure rectangulaire (1,6 x 0,75 m), orientée vers l'Est-nord-est, permettait au canon de tirer en direction de l'entrée de l'anse d'Yffiniac et ainsi servir de complément des pièces d'artillerie situées à la pointe du Grouin à Hillion. Les tirs étaient vraisemblablement réglés par un observatoire d'artillerie distant, relié par téléphone et/ou radio. À une date indéterminée, le bunker a été partiellement remblayé et son entrée murée par des parpaings ; il a été rouvert dans les années 2010.

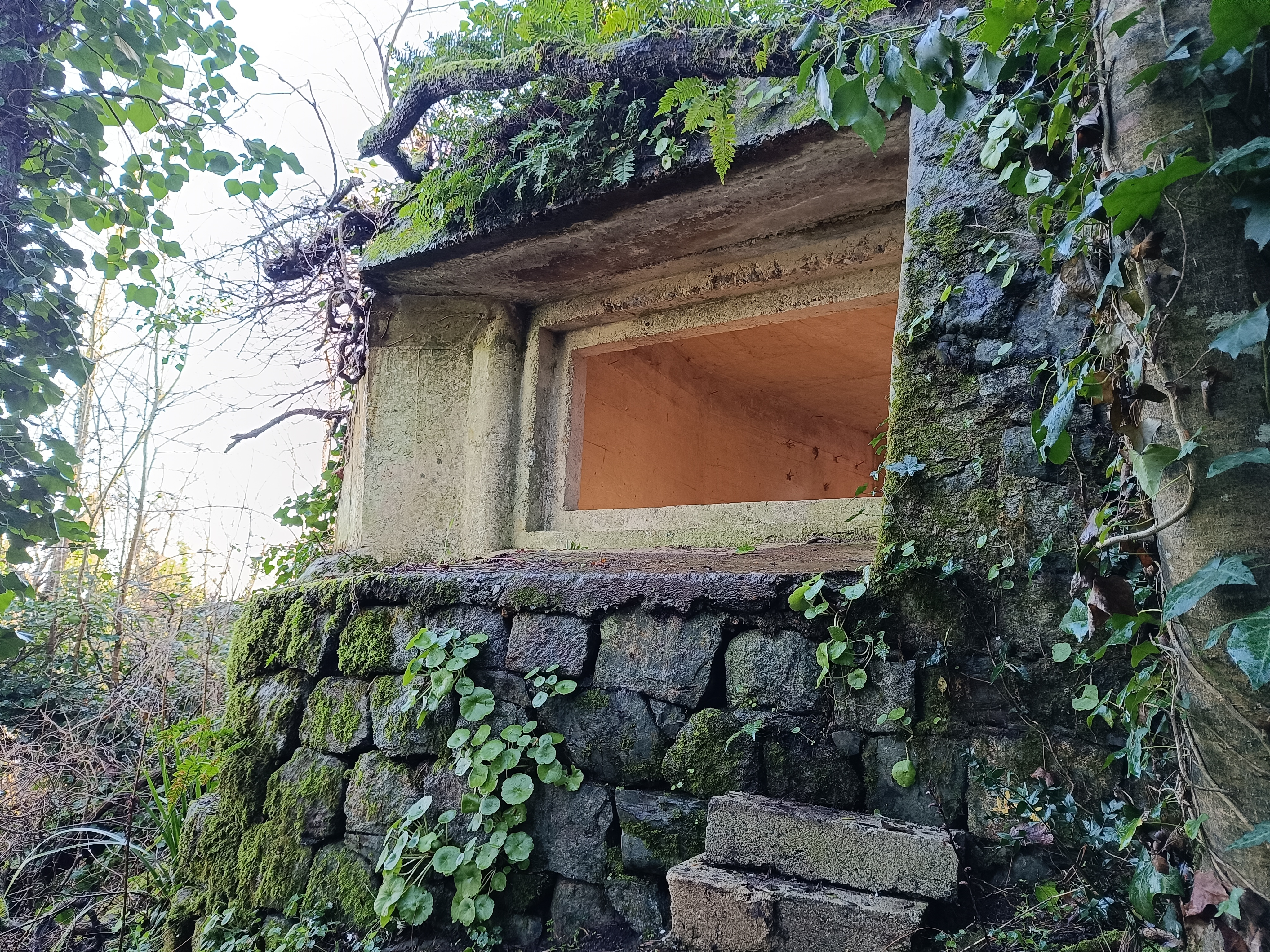
Embrasure de la casemate VF, construite sur l'ancien mur de clôture du domaine de Cesson.
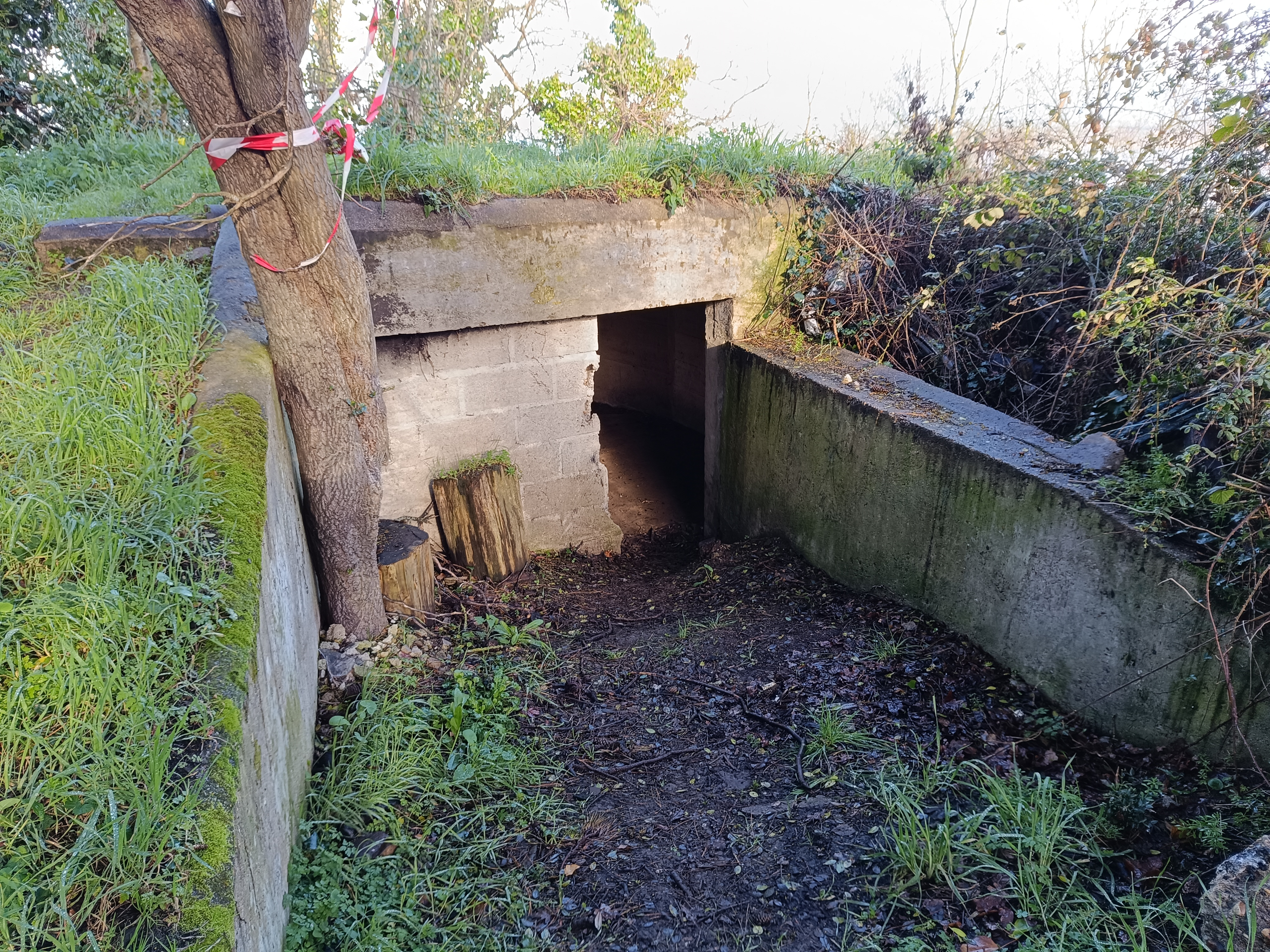
Vue arrière de la casemate VF. Un filet était probablement installé afin de camoufler l'entrée.
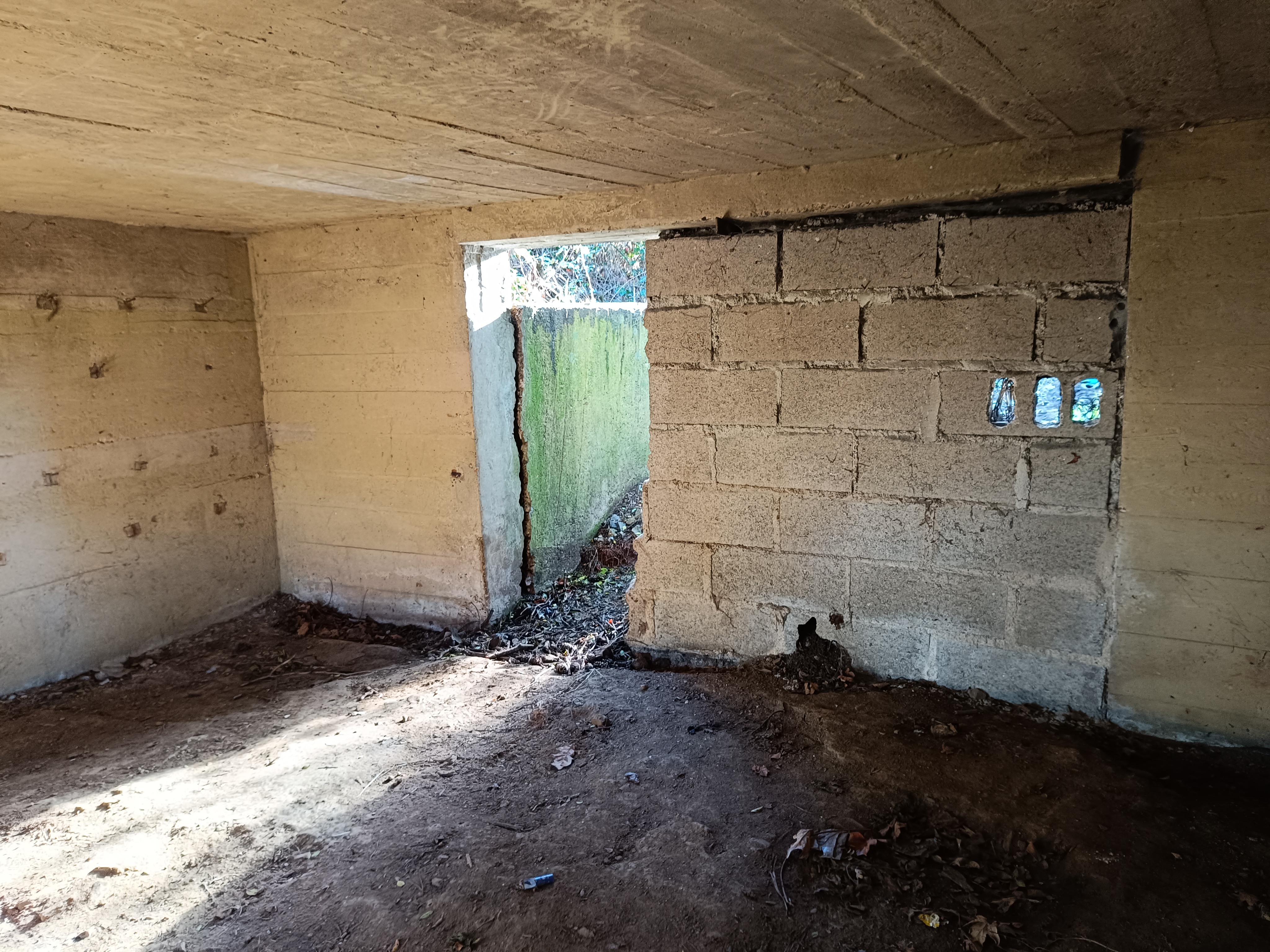
Intérieur de la casemate VF. Distinguable à gauche, l'emplacement de l'ancienne étagère murale.

### Ouvrages récurrents
- Virginie Picaut, Michel Piéto et Yannig Kerhouse, Saint-Brieuc et ses environs durant la Seconde Guerre mondiale, A l'ombre des mots, 2019.